# 林頓 (英格蘭)
林頓（Lynton）是英格蘭德文郡埃克斯摩爾的一個鎮，西林河（West Lyn River）和東林河（East Lyn River）在鎮子附近合流。人口超過1000，它和附近的林茅斯（Lynmouth）一起由一個本地鎮政府管理。當地有林頓和林茅斯懸崖鐵路站（Lynton and Lynmouth Cliff Railway）。鐵器時代的罗伯勒城堡（Roborough Castle）位於此地，但林頓的建築基本都是在19世紀末20世紀初建成的，林頓鎮政廳1900年8月15日啟用。